# Bongani Zungu
Bongani Zungu (Duduza, 9 oktober 1992) is een Zuid-Afrikaans voetballer die doorgaans speelt als middenvelder. In december 2024 tekende hij voor AmaZulu. Zungu maakte in 2013 zijn debuut in het Zuid-Afrikaans voetbalelftal.

## Clubcarrière
Zungu speelde in de jeugd van Dynamos maar brak door bij het voetbalteam van de Universiteit van Pretoria. Zijn debuut maakte hij op 22 augustus 2012, toen op bezoek bij Golden Arrows met 0–1 gewonnen werd. Tijdens deze wedstrijd kwam hij tien minuten voor het einde van de wedstrijd binnen de lijnen. Zijn eerste doelpunt volgde op 7 oktober 2012. Op die dag opende Zungu na twaalf minuten de score tegen Orlando Pirates. Door twee doelpunten van Collins Mbesuma en een van Andile Jali wonnen de bezoekers alsnog met 1–3. Na zijn eerste seizoen in de hoofdmacht verkaste de middenvelder naar Mamelodi Sundowns. Drie jaar lang kwam Zungu uit voor Mamelodi, waarmee hij zowel in het seizoen 2013/14 als 2015/16 landskampioen werd.
In de zomer van 2016, nadat zijn contract was afgelopen, vertrok de Zuid-Afrikaan naar Vitória Guimarães. Bij de Portugese club zette Zungu zijn handtekening onder een verbintenis voor de duur van twee seizoenen. Een jaar later werd de Zuid-Afrikaan voor twee miljoen euro aangetrokken door Amiens en hij tekende voor vier jaar in Frankrijk. Na het seizoen 2019/20 degradeerde Zungu met Amiens naar de Ligue 2. Hierop werd hij op huurbasis overgenomen door Rangers. Medio 2022 keerde hij terug bij Mamelodi Sundowns. Zijn contract liep medio 2024 af, waarna hij tot december geen club had en in die maand voor AmaZulu tekende.

## Clubstatistieken
| Seizoen | Club                      | Competitie     | Competitie | Competitie | Beker | Beker | Internationaal | Internationaal | Totaal | Totaal |
| Seizoen | Club                      | Competitie     | Wed.       | Dlp.       | Wed.  | Dlp.  | Wed.           | Dlp.           | Wed.   | Dlp.   |
| ------- | ------------------------- | -------------- | ---------- | ---------- | ----- | ----- | -------------- | -------------- | ------ | ------ |
| 2012/13 | Universiteit van Pretoria | Premier League | 25         | 7          | 2     | 0     | —              | —              | 27     | 7      |
| 2013/14 | Mamelodi Sundowns         | Premier League | 22         | 1          | 4     | 0     | —              | —              | 26     | 1      |
| 2014/15 | Mamelodi Sundowns         | Premier League | 23         | 0          | 7     | 0     | —              | —              | 30     | 0      |
| 2015/16 | Mamelodi Sundowns         | Premier League | 13         | 0          | 4     | 2     | —              | —              | 17     | 2      |
| 2016/17 | Vitória Guimarães         | Primeira Liga  | 16         | 0          | 8     | 2     | —              | —              | 24     | 2      |
| 2017/18 | Vitória Guimarães         | Primeira Liga  | 3          | 1          | 1     | 0     | —              | —              | 4      | 1      |
| 2017/18 | Amiens                    | Ligue 1        | 26         | 1          | 2     | 0     | —              | —              | 28     | 1      |
| 2018/19 | Amiens                    | Ligue 1        | 5          | 0          | 0     | 0     | —              | —              | 5      | 0      |
| 2019/20 | Amiens                    | Ligue 1        | 21         | 1          | 3     | 1     | —              | —              | 24     | 2      |
| 2020/21 | Amiens                    | Ligue 2        | 2          | 0          | 0     | 0     | —              | —              | 2      | 0      |
| 2020/21 | → Rangers                 | Premiership    | 14         | 0          | 2     | 0     | 5              | 0              | 21     | 0      |
| 2021/22 | Amiens                    | Ligue 2        | 13         | 0          | 3     | 0     | —              | —              | 16     | 0      |
| 2022/23 | Mamelodi Sundowns         | Premier League | 10         | 1          | 4     | 0     | 8              | 0              | 22     | 1      |
| 2023/24 | Mamelodi Sundowns         | Premier League | 13         | 0          | 6     | 0     | 10             | 0              | 29     | 0      |
| 2024/25 | AmaZulu                   | Premier League | 0          | 0          | 0     | 0     | —              | —              | 0      | 0      |
| Totaal  | Totaal                    | Totaal         | 206        | 12         | 46    | 5     | 23             | 0              | 275    | 17     |

Bijgewerkt op 25 december 2024.

## Interlandcarrière
Zungu maakte zijn debuut in het Zuid-Afrikaans voetbalelftal op 17 augustus 2013, toen met 2–0 gewonnen werd van Burkina Faso. De middenvelder mocht van bondscoach Gordon Igesund in de basis starten. Na tweeëntwintig minuten leverde hij de assist op de openingstreffer van Siphiwe Tshabalala. In zijn vijfde interland, op 15 november 2013, tekende de Zuid-Afrikaan voor zijn eerste interlanddoelpunt. Tegen Swaziland viel Zungu in de rust in bij een stand van 0–0. Na drie minuten gaf hij een assist op Reneilwe Letsholonyane, die de score opende. Nog geen minuut daarna tekende hijzelf ook voor een treffer met een assist van Tshabalala. Uiteindelijk werd het nog 0–3 door een doelpunt van Thabo Nthethe.
| Interlands van Bongani Zungu voor Zuid-Afrika | Interlands van Bongani Zungu voor Zuid-Afrika | Interlands van Bongani Zungu voor Zuid-Afrika | Interlands van Bongani Zungu voor Zuid-Afrika | Interlands van Bongani Zungu voor Zuid-Afrika | Interlands van Bongani Zungu voor Zuid-Afrika | Interlands van Bongani Zungu voor Zuid-Afrika |
| №                                             | Datum                                         | Wedstrijd                                     | Uitslag                                       | Competitie                                    | Goals                                         |                                               |
| Als speler bij Mamelodi Sundowns              | Als speler bij Mamelodi Sundowns              | Als speler bij Mamelodi Sundowns              | Als speler bij Mamelodi Sundowns              | Als speler bij Mamelodi Sundowns              | Als speler bij Mamelodi Sundowns              | Als speler bij Mamelodi Sundowns              |
| --------------------------------------------- | --------------------------------------------- | --------------------------------------------- | --------------------------------------------- | --------------------------------------------- | --------------------------------------------- | --------------------------------------------- |
| 1                                             | 17 augustus 2013                              | Zuid-Afrika – Burkina Faso                    | 2 – 0                                         | Vriendschappelijk                             |                                               |                                               |
| 2                                             | 7 september 2013                              | Zuid-Afrika – Botswana                        | 4 – 1                                         | WK 2014 kwalificatie                          |                                               |                                               |
| 3                                             | 10 september 2013                             | Zuid-Afrika – Zimbabwe                        | 1 – 2                                         | Vriendschappelijk                             |                                               |                                               |
| 4                                             | 11 oktober 2013                               | Marokko – Zuid-Afrika                         | 1 – 1                                         | Vriendschappelijk                             |                                               |                                               |
| 5                                             | 15 november 2013                              | Swaziland – Zuid-Afrika                       | 0 – 3                                         | Vriendschappelijk                             | 49'                                           |                                               |
| 6                                             | 19 november 2013                              | Zuid-Afrika – Spanje                          | 1 – 0                                         | Vriendschappelijk                             |                                               |                                               |
| 7                                             | 5 maart 2014                                  | Zuid-Afrika – Brazilië                        | 0 – 5                                         | Vriendschappelijk                             |                                               |                                               |
| 8                                             | 26 mei 2014                                   | Australië – Zuid-Afrika                       | 1 – 1                                         | Vriendschappelijk                             |                                               |                                               |
| 9                                             | 30 mei 2014                                   | Nieuw-Zeeland – Zuid-Afrika                   | 0 – 0                                         | Vriendschappelijk                             |                                               |                                               |
| 10                                            | 30 november 2014                              | Zuid-Afrika – Ivoorkust                       | 2 – 0                                         | Vriendschappelijk                             | 31'                                           |                                               |
| 11                                            | 25 maart 2015                                 | Swaziland – Zuid-Afrika                       | 1 – 3                                         | Vriendschappelijk                             |                                               |                                               |
| 12                                            | 29 maart 2015                                 | Zuid-Afrika – Nigeria                         | 1 – 1                                         | Vriendschappelijk                             | 90+3'                                         |                                               |
| 13                                            | 16 juni 2015                                  | Zuid-Afrika – Angola                          | 2 – 1                                         | Vriendschappelijk                             |                                               |                                               |
| 14                                            | 5 september 2015                              | Mauritanië – Zuid-Afrika                      | 3 – 1                                         | AK 2017 kwalificatie                          |                                               |                                               |
| 15                                            | 8 september 2015                              | Zuid-Afrika – Senegal                         | 1 – 0                                         | Vriendschappelijk                             |                                               |                                               |
| 16                                            | 9 oktober 2015                                | Costa Rica – Zuid-Afrika                      | 0 – 1                                         | Vriendschappelijk                             |                                               |                                               |
| 17                                            | 14 oktober 2015                               | Honduras – Zuid-Afrika                        | 1 – 1                                         | Vriendschappelijk                             |                                               |                                               |
| 18                                            | 13 november 2015                              | Angola – Zuid-Afrika                          | 1 – 3                                         | WK 2018 kwalificatie                          |                                               |                                               |
| 19                                            | 17 november 2015                              | Zuid-Afrika – Angola                          | 1 – 0                                         | WK 2018 kwalificatie                          |                                               |                                               |
| Als speler bij Vitória Guimarães              |                                               |                                               |                                               |                                               |                                               |                                               |
| 20                                            | 10 juni 2017                                  | Nigeria – Zuid-Afrika                         | 0 – 2                                         | AK 2017 kwalificatie                          |                                               |                                               |
| Als speler bij Amiens                         |                                               |                                               |                                               |                                               |                                               |                                               |
| 21                                            | 1 september 2017                              | Kaapverdië – Zuid-Afrika                      | 2 – 1                                         | WK 2018 kwalificatie                          |                                               |                                               |
| 22                                            | 7 oktober 2017                                | Zuid-Afrika – Burkina Faso                    | 3 – 1                                         | WK 2018 kwalificatie                          |                                               |                                               |
| 23                                            | 14 november 2017                              | Senegal – Zuid-Afrika                         | 2 – 1                                         | WK 2018 kwalificatie                          |                                               |                                               |
| 24                                            | 21 maart 2018                                 | Zuid-Afrika – Angola                          | 1 – 1                                         | Vriendschappelijk                             |                                               |                                               |
| 25                                            | 15 juni 2019                                  | Ghana – Zuid-Afrika                           | 0 – 0                                         | Vriendschappelijk                             |                                               |                                               |
| 26                                            | 28 juni 2019                                  | Zuid-Afrika – Namibië                         | 1 – 0                                         | AK 2019                                       | 68'                                           |                                               |
| 27                                            | 1 juli 2019                                   | Zuid-Afrika – Marokko                         | 0 – 1                                         | AK 2019                                       |                                               |                                               |
| 28                                            | 6 juli 2019                                   | Egypte – Zuid-Afrika                          | 0 – 1                                         | AK 2019                                       |                                               |                                               |
| 29                                            | 10 juli 2019                                  | Nigeria – Zuid-Afrika                         | 2 – 1                                         | AK 2019                                       | 74'                                           |                                               |
| Als speler bij Rangers                        |                                               |                                               |                                               |                                               |                                               |                                               |
| 30                                            | 14 november 2020                              | Ghana – Zuid-Afrika                           | 2 – 0                                         | AK 2021 kwalificatie                          |                                               |                                               |
| 31                                            | 13 november 2020                              | Zuid-Afrika – Sao Tomé en Principe            | 2 – 0                                         | AK 2021 kwalificatie                          | 90'                                           |                                               |
| 32                                            | 16 november 2020                              | Sao Tomé en Principe – Zuid-Afrika            | 2 – 4                                         | AK 2021 kwalificatie                          |                                               |                                               |

Bijgewerkt op 25 december 2024.

## Erelijst
| Competitie            |                   |                                    |                   |                   |
| Competitie            | Aantal            | Jaren                              |                   |                   |
| Mamelodi Sundowns     | Mamelodi Sundowns | Mamelodi Sundowns                  | Mamelodi Sundowns | Mamelodi Sundowns |
| --------------------- | ----------------- | ---------------------------------- | ----------------- | ----------------- |
| Premier Soccer League | 4                 | 2013/14, 2015/16, 2022/23, 2023/24 |                   |                   |
| Nedbank Cup           | 1                 | 2014/15                            |                   |                   |
| Rangers               |                   |                                    |                   |                   |
| Premiership           | 1                 | 2020/21                            |                   |                   |